# Opel Zafira B
Opel Zafira B er en kompakt MPV fra Opel og anden generation af Opel Zafira-serien. Bilen blev introduceret den 9. juli 2005.
Flex7-sædesystemet blev overtaget næsten uændret fra forgængeren. Væsentlige ændringer i forhold til den foregående modelserie fandtes derimod på betjeningselementerne: Radioen var nu optisk integreret i midterkonsollen, og gearstangen var monteret øverst på midterkonsollen.
Zafira B er baseret på General Motors' Delta-platform. 1,9 CDTI-motorerne er udviklet i joint venture mellem GM Powertrain og Fiat. Efter at joint venture'et er sluttet deler General Motors og Fiat de juridiske rettigheder til disse motorer, men på grund af en langvarig leveringsaftale bygges motorerne fortsat hos Fiat.
I september 2005 præsenteredes på Frankfurt Motor Show den naturgasdrevne Zafira 1,6 CNG, som kunne bestilles fra starten af november 2005. Fra foråret 2009 afløstes denne motor af den på den internationale italienske biludstilling Motor Show di Bologna den 5. december 2008 introducerede og betydeligt stærkere 1,6 CNG Turbo. Også anden generation af Zafira fandtes frem til 2010 i en stærkere OPC-version med 177 kW (240 hk), som er den indtil videre stærkeste kompakte MPV i verden (marts 2010).
I Chile og Mexico sælges anden generation af Zafira som Chevrolet Zafira. Efter efterfølgerens introduktion bygges Zafira B fortsat under navnet Zafira Family (i Østrig Zafira Classic).

## Sikkerhed
Modellen blev i 2005 kollisionstestet af Euro NCAP med et resultat på fem stjerner ud af fem mulige.

## Facelift
På Motor Show di Bologna præsenteredes i december 2007 den faceliftede udgave af Zafira B, som kom ud til forhandlerne i februar 2008.
Modellen var modificeret såvel ind- som udvendigt:
På frontpartiet blev kølergrillen forsynet med forkromede lameller og kofangeren mere dynamisk designet. Forlygtehusene var fremover kromfarvede (undtagen på biler med xenonforlygter). Baglygterne blev ligeledes modificeret i designet. På biler med tagræling modificeredes holdesystemet til tagbagagebæreren, så det ikke er kompatibelt med modeller før år 2008. Kabinen blev forsynet med nye dekorationslister.
Med faceliftet udgik motorversionerne 1,6 Twinport (Z16XEP) med 77 kW (105 hk) og 1,9 CDTI (Z19DTL) med 74 kW (100 hk). Disse motorer blev afløst af optimerede, stærkere versioner (Z16XER og A17DTJ), som samtidig havde et mindre brændstofforbrug og var mere miljøvenlige. Samtidig introduceredes de endnu mere sparsomme ecoFLEX-motorer.
- Bagfra
- Opel Zafira (2008−2012)
- Bagfra
- Opel Zafira OPC
(2008–2010)

## Tekniske specifikationer
| Model                   | Cylindre | Ventiler | Slagvolume cm³ | Max. effekt kW (hk) / omdr. | Max. drejningsmoment Nm / omdr. | Motorkode | 0-100 km/t sek. | Topfart km/t | Byggeår     | Bemærkninger                          |
| ----------------------- | -------- | -------- | -------------- | --------------------------- | ------------------------------- | --------- | --------------- | ------------ | ----------- | ------------------------------------- |
| Benzinmotorer           |          |          |                |                             |                                 |           |                 |              |             |                                       |
| 1.6 Twinport            | 4        | 16       | 1598           | 77 (105) / 6000             | 150 / 3900                      | Z16XEP    | 14,3            | 176          | 2005 − 2007 |                                       |
| 1.6 EcoTec              | 4        | 16       | 1598           | 85 (115) / 6000             | 155 / 4000                      | Z16XER    | 13,4            | 185          | 2007 −      | Siden 2010 ecoFLEX-model              |
| 1.8 EcoTec              | 4        | 16       | 1796           | 103 (140) / 6300            | 175 / 3800                      | Z18XER    | 11,5            | 197          | 2005 −      |                                       |
| 2.0 Turbo EcoTec        | 4        | 16       | 1998           | 147 (200) / 5400            | 262 / 4200                      | Z20LER    | 9,0             | 225          | 2005 − 2010 |                                       |
| 2.0 Turbo EcoTec        | 4        | 16       | 1998           | 177 (240) / 5600            | 320 / 2400 − 5000               | Z20LEH    | 7,8             | 231          | 2005 − 2010 | Kun for OPC                           |
| 2.2 Direct              | 4        | 16       | 2198           | 110 (150) / 5600            | 215 / 4000                      | Z22YH     | 10,6            | 200          | 2005 − 2010 | Ikke egnet til brug med E10-brændstof |
| Dieselmotorer           |          |          |                |                             |                                 |           |                 |              |             |                                       |
| 1.7 CDTI                | 4        | 16       | 1686           | 81 (110) / 3800             | 260 / 2300                      | Z/A17DTJ  | 13,4            | 179          | 2007 −      | Siden 2010 ecoFLEX-model              |
| 1.7 CDTI                | 4        | 16       | 1686           | 92 (125) / 4000             | 280 / 2300                      | Z/A17DTR  | 12,3            | 189          | 2007 −      | Siden 2010 ecoFLEX-model              |
| 1.9 CDTI                | 4        | 8        | 1910           | 74 (100) / 3500             | 260 / 1700 − 2500               | Z19DTL    | 14,1            | 174          | 2005 − 2007 |                                       |
| 1.9 CDTI                | 4        | 8        | 1910           | 88 (120) / 3500             | 280 / 2000 − 2750               | Z19DT     | 12,2            | 186          | 2005 − 2010 |                                       |
| 1.9 CDTI                | 4        | 16       | 1910           | 110 (150) / 3500            | 320 / 2000 − 2750               | Z19DTH    | 10,4            | 202          | 2005 − 2010 |                                       |
| Naturgas/benzin-motorer |          |          |                |                             |                                 |           |                 |              |             |                                       |
| 1.6 CNG ecoFLEX         | 4        | 16       | 1598           | 69 (94) / 6200              | 133 / 4200                      | Z16YNG    |                 |              | 2006 − 2010 |                                       |
| 1.6 CNG                 | 4        | 16       | 1598           | 71 (97)                     | 140 / 4200                      | Z16YNG    |                 |              | 2005 − 2006 |                                       |
| 1.6 CNG ecoFLEX Turbo   | 4        | 16       | 1598           | 110 (150) / 5000            | 210 / 2300                      | Z16XNT    | 11,4            | 200          | 2009 −      |                                       |
| Autogas/benzin-motorer  |          |          |                |                             |                                 |           |                 |              |             |                                       |
| 1.8 LPG                 | 4        | 16       | 1796           | 100 (136)                   | 175 / 3800                      | Z18XER    |                 |              | 2009 − 2010 | I benzindrift 103 kW (140 hk)         |

- CNG ('Compressed Natural Gas) = naturgas
- LPG (Liquified Petroleum Gas) = flydende, raffineret gas
- Siden starten af 2007 sælges modellen i joint venture mellem Irmscher og certificerede Opel-forhandlere med Opel autogaskit[7].
- Alle dieselmodeller er som standard udstyret med vedligeholdelsesfrit dieselpartikelfilter (DPF).
- CDTI-skrifttrækket på 1,7 (92 kW/125 hk) og 1,9 (110 kW/150 hk) CDTI-motorerne adskiller sig fra de andre dieselmotorer gennem de to røde "TI"-bogstaver.